# Tour des Flandres 1972
Le Tour des Flandres 1972 est la 56e édition du Tour des Flandres. La course a lieu le 9 avril 1972, avec un départ à Gand et une arrivée à Merelbeke sur un parcours de 250 kilomètres. 
Le vainqueur final est le coureur belge Eric Leman, qui s’impose au sprint à Merelbeke au sein d'un groupe de sept coureurs. Les Belges André Dierickx et Frans Verbeeck complètent le podium.

## Classement final
|    | Coureur             | Pays     | Équipe                           | Temps           |
| -- | ------------------- | -------- | -------------------------------- | --------------- |
| 1  | Eric Leman          | Belgique | Bic                              | 6 h 04 min 20 s |
| 2  | André Dierickx      | Belgique | Flandria-Beaulieu                | m. t.           |
| 3  | Frans Verbeeck      | Belgique | Watney-Avia                      | m. t.           |
| 4  | Willy De Geest      | Belgique | Van Cauter-Magniflex-De Gribaldy | m. t.           |
| 5  | Roger Rosiers       | Belgique | Bic                              | m. t.           |
| 6  | Roger Swerts        | Belgique | Molteni                          | m. t.           |
| 7  | Eddy Merckx         | Belgique | Molteni                          | m. t.           |
| 8  | Alain Santy         | France   | Bic                              | + 20 s          |
| 9  | Herman Van Springel | Belgique | Molteni                          | m. t.           |
| 10 | Willy Planckaert    | Belgique | Goldor-IJsboerke                 | m. t.           |